# Fire, Water, Earth & Air
Albums de Jane
Lady
(1975) Live at Home
(1976)
Fire, Water, Earth & Air est le cinquième album studio du groupe de rock progressif allemand, Jane. Il est sorti en janvier 1976 sur le label Brain et fut produit par le groupe.

## Historique
Cet album-concept fut enregistré en novembre 1975 dans les studios de Conny Plank près de Cologne. Il bénéficie de l'enregistrement binaural ce qui donne une restitution parfaite des sons lorsqu'on écoute l'album avec un casque audio.
Nouveau changement de personnel, le claviériste Werner Nadolny , qui officiait sur les deux premiers albums du groupe, fait son retour en remplacement de Gottfried Janko. Il ne restera que le temps de l'enregistrement de cet album. Il sera remplacé par Manfred Wieczorke (transfuge du groupe allemand Eloy) pour la tournée de 60 dates qui suivra la sortie de l'album.

## Liste des titres
- Tous les titres sont signés par le groupe

Face 116:57
1. Fire, Water, Earth & Air
2. Fire (You Give Me Some Good Lovin')
3. Water (Keep On Rollin')

Face 216:13
1. Earth (Angel)
2. Air (Superman)
3. Air (Let the Sunshine In)
4. The End

## Musiciens
- Peter Panka: batterie, percussions, chant
- Klaus Hess: guitare, chant principal
- Martin Hesse: basse, chœurs
- Werner Nadolny: claviers, synthétiseurs